# Isosaari (ö i Finland, Lappland, Norra Lappland, lat 68,85, long 26,52)
Isosaari, nordsamiska: Stuorrâsuálui, är en ö i Finland. Den ligger i sjön Paatari och i kommunen Enare i den ekonomiska regionen Norra Lappland och landskapet Lappland, i den norra delen av landet, 1 000 km norr om huvudstaden Helsingfors. Öns area är 4,1 hektar och dess största längd är 440 meter i sydväst-nordöstlig riktning.